# Kaashidhoo
Kaashidhoo (en dhivehi: ކާށިދޫ) es una de las islas habitadas de Atolón Kaafu. Se encuentra en la punta del atolón y es la quinta isla más grande del archipiélago de las Maldivas. Kaashidhoo es bien conocida por su riqueza en árboles de coco. 
Kaashidhoo está incluido en el atolón de Malé. Sin embargo, es un atolón en sí geográficamente. Para facilitar la administración de la isla está organizado como parte del Atolón Kaafu. Posee 1917 habitantes y una superficie terrestre estimada en 2,89 kilómetros cuadrados (9,54 kilómetros cuadrados, si se incluye la laguna)